# Joseph Luns
Joseph Marie Antoine Hubert Luns (n. 28 august 1911, Rotterdam, Țările de Jos – d. 17 iulie 2002, Brussel, Comunitatea Francofonă din Belgia⁠(d), Belgia) a fost un politician olandez, diplomat și jurist. Este cel mai longeviv secretar general al NATO, ocupând această funcție din 1 octombrie 1971 până în 25 iunie 1984.
Luns a studiat la Gimnaziul „Sfântul Ignațiu” din Amsterdam din aprilie 1924 până în iunie 1930. A fost înrolat în Garda de Coastă a Marinei Regale Olandeze, servind ca ofițer din iunie 1930 până în iulie 1931. S-a înscris la Universitatea din Amsterdam în iulie 1931, specializându-se în drept, înainte de a se transfera la Universitatea din Leiden în noiembrie 1932, obținând o diplomă de licență în drept în iunie 1933 și absolvind cu o diplomă de master în drept în iulie 1937. S-a înscris la Școala de Economie din Londra a Universității din Londra în ianuarie 1938 pentru studii postuniversitare în economie, obținând o diplomă de licență în economie în iunie 1938.
În septembrie 1971, Luns a fost nominalizat ca următorul secretar general al NATO. A demisionat din funcția de membru al Camerei Reprezentanților în aceeași zi în care a fost instalat ca secretar general, servind din 1 octombrie 1971 până în 25 iunie 1984. S-a retras după 31 de ani în politica națională și a devenit activ în sectorul public, unde a fost diplomat și lobbyist pentru mai multe delegații economice în numele guvernului și ca avocat al relațiilor dintre Statele Unite și Uniunea Europeană și al integrării europene.

## Biografie

### Tinerețe
Luns s-a născut într-o familie romano-catolică, francofilă și artistică. Familia mamei sale era originară din Alsacia-Lorena, dar se mutase în Belgia după anexarea regiunii de către Imperiul German în 1871. Tatăl său, Huib Luns, a fost un artist versatil și un pedagog talentat care și-a încheiat cariera ca profesor de desen arhitectural la Universitatea Tehnică Delft. Luns a urmat învățământul secundar în Amsterdam și Bruxelles. A optat să devină ofițer comandat al Marinei Regale Olandeze, dar s-a înregistrat prea târziu pentru a fi selectat. Prin urmare, Luns a decis să studieze dreptul la Universitatea din Amsterdam din 1932 până în 1937.
Asemenea tatălui său, Luns a demonstrat o preferință pentru partidele politice conservatoare și autoritare și un interes pentru politica internațională. Ca tânăr student, s-a poziționat pe dreapta politică, favorizând o autoritate puternică a statului și fiind de părere că socialismul, din cauza ideologiei sale idealiste, a favorizat ascensiunea fascismului și nazismului. Luns s-a alăturat Mișcării Național-Socialiste din Olanda (NSB) în 1933 și a părăsit-o trei ani mai târziu, dar, întrebat despre acest lucru în anii următori, nu a recunoscut niciodată că ar fi putut fi „o greșeală juvenilă”.
Alegerea sa pentru o carieră diplomatică a fost inspirată de tatăl său. S-a alăturat Serviciului Diplomatic Olandez în 1938 și, după o misiune de doi ani la Cabinetul Privat al Ministrului de Externe, a fost numit atașat la Berna (Elveția) în 1940. La sfârșitul anului 1941 s-a mutat la Lisabona, Portugalia. În ambele țări a fost implicat în acordarea de asistență refugiaților olandezi, spionaj politic și contrainformații. În 1943 a fost transferat la ambasada olandeză din Londra. Ambasadorul Edgar Michiels van Verduynen a descoperit afinitatea deosebită a lui Luns pentru elementul politic în afacerile internaționale și i-a încredințat dosare importante despre Germania, pe care Luns le-a gestionat cu mare pricepere.
În 1949, Luns a fost numit reprezentant permanent adjunct al Olandei la Organizația Națiunilor Unite. A lucrat îndeaproape cu noul său șef, Von Balluseck, o persoană numită politic fără experiență diplomatică. După ce Olanda a devenit membră a Consiliului de Securitate, a prezidat temporar Comisia pentru Dezarmare. Luns era sceptic cu privire la importanța Organizației Națiunilor Unite pentru pacea internațională, considerând-o uneori mai mult un forum de propagandă decât un centru pentru rezolvarea conflictelor internaționale. Totuși, credea că merită să mențină ONU în funcțiune, deoarece era singura organizație internațională care oferea oportunități de discuții între toate statele.

### Ministru al Afacerilor Externe (1952–1971)
Datorită tenacității Partidului Popular Catolic Olandez de a ocupa Ministerul de Externe după alegerile din 1952, Luns a intrat în politica olandeză ca favorit al liderului său politic, Carl Romme. Co-ministrul său a fost Johann Beyen, un bancher internațional neafiliat niciunui partid politic, dar protejatul reginei Juliana. Cei doi miniștri aveau un stil de operare complet diferit și s-au ciocnit în mod repetat pe probleme de politică chiar înainte de sfârșitul anului 1952. Cu toate acestea, s-au acomodat și au evitat conflictele viitoare printr-o diviziune foarte strictă a muncii. Luns era responsabil pentru relațiile bilaterale, Benelux și organizațiile internaționale. După alegerile din 1956, Beyen a părăsit funcția, iar Luns a rămas ministru de Externe până în 1971 în guverne de centru-stânga și centru-dreapta. Relațiile bilaterale cu Indonezia și Germania, politica de securitate și integrarea europeană au fost cele mai importante probleme în timpul mandatului său. Cooperarea atlantică a fost un aspect fundamental al politicii externe a lui Luns și al politicii externe olandeze în general. Luns credea că Europa de Vest nu ar putea supraviețui Războiului Rece fără securitatea nucleară americană și, prin urmare, a promovat o cooperare politică și militară puternică și intensificată în NATO. Luns a acceptat conducerea americană a NATO ca atare, dar se aștepta la o mai bună cooperare între Statele Unite și aliații săi, deoarece credea că Statele Unite acționează prea des independent de aliații săi, în special în problemele de decolonizare. Luns putea fi, de asemenea, critic față de politica externă a SUA și, în relațiile bilaterale, a apărat cu fermitate interesele naționale olandeze și se aștepta la sprijin american în dificultățile bilaterale cu Indonezia.
În 1952, Luns spera să îmbunătățească relațiile cu Indonezia fără a transfera fosta colonie zona disputată a Noii Guinee de Vest. Până în 1956 însă, această politică s-a dovedit ineficientă, dar Luns și guvernul olandez erau încă hotărâți să nu transfere Noua Guinee de Vest Republicii Indonezia. Când, în 1960, a devenit evident că sprijinul aliaților pentru această politică, în special din partea Statelor Unite, scădea, Luns a încercat să găsească o soluție intermediară prin transferarea administrației teritoriului către Organizația Națiunilor Unite, dar această încercare de a menține Noua Guinee de Vest în afara mâinilor indoneziene a eșuat de asemenea. După negocieri dificile, zona a fost în cele din urmă transferată Republicii Indonezia în 1963, după o scurtă administrație interimară a ONU. În ciuda furiei sale personale față de acest rezultat, care a fost considerat o înfrângere personală de către Luns, ministrul de externe a continuat să lucreze la restabilirea relațiilor cu Indonezia în urma problemei Noii Guinee de Vest.
Luns a avut mai mult succes în normalizarea relațiilor bilaterale cu Germania de Vest. Luns împărtășea opinia publică olandeză în a cere Germaniei să recunoască daunele pe care le-a cauzat în timpul celui de-al Doilea Război Mondial, și astfel era necesară o mea culpa. El a cerut ca, înainte de începerea oricăror negocieri privind alte dispute bilaterale, să se stabilească suma despăgubirilor care trebuiau plătite victimelor olandeze ale războiului. În timpul fazelor finale ale negocierilor privind disputele bilaterale dintre cele două țări, Luns a decis să ajungă la un acord cu colegul său german de unul singur. A făcut concesii, iar astfel parlamentul olandez a amenințat că nu va ratifica acordul. Cu sprijinul deplin al guvernului, însă, Luns a reușit să depășească criza.
Integrarea europeană a fost permanent pe agenda politică a lui Luns. Beyen introdusese conceptul de Comunitate Economică Europeană. În martie 1957, Luns a semnat Tratatele de la Roma care înființau CEE și Euratom. Deși prefera integrarea unui grup mai larg de state europene, a acceptat tratatul și a apărat structura supranațională pe care se baza. Eforturile președintelui francez Charles de Gaulle de a subordona instituțiile celor Șase unei structuri politice interguvernamentale s-au lovit de o puternică opoziție din partea lui Luns: astfel de planuri, în opinia sa, ar servi doar ambițiilor franceze ale unei Europe independente de Statele Unite.
Inițial, Luns a rămas singur și se temea că cooperarea franco-germană va duce la politici anti-atlantice și anti-americane care ar dăuna intereselor Occidentului. A condiționat cooperarea sa politică de aderarea Marii Britanii la instituțiile europene. Treptat, opiniile sale asupra politicilor externe gaulliste au fost împărtășite de ceilalți membri ai CEE, care s-au alăturat obiecțiilor lui Luns. Două dintre deciziile lui De Gaulle au înăsprit opoziția: refuzul său de a acorda Regatului Unit calitatea de membru al CEE în ianuarie 1963 și retragerea Franței din structura militară integrată a NATO în 1966. Luns a jucat un rol vital în negocierile care au dezlegat participarea franceză și au continuat calitatea sa de membru politic al Alianței. Până atunci, Luns își câștigase reputația internațională ca negociator capabil și de încredere și era văzut ca un atu important la Londra și Washington. După retragerea lui De Gaulle în 1968, Summitul CEE de la Haga, din decembrie 1969, a pus capăt lungii crize a procesului de integrare a CEE, a deschis calea aderării britanice și a convenit asupra unor noi modalități de cooperare politică, o piață comună și o uniune monetară.
De-a lungul anilor săi ca ministru de externe olandez, Luns a dobândit un statut internațional neobișnuit pentru un ministru de externe al unei țări mici. A datorat acest lucru stilului său personal, în care constrângerea, un nivel ridicat de informații, clemența politică și abilitățile diplomatice erau combinate cu spiritul, conversația galantă și înțelegerea faptului că diplomația era un proces permanent de negocieri în care o victorie nu trebuia niciodată sărbătorită prea exuberant în detrimentul celui învins.

### Secretar General al NATO (1971–1984)
În 1971, Luns a fost numit secretar general al NATO. La momentul numirii sale, protestele publice împotriva politicilor americane în Vietnam erau vehemente în întreaga Europă de Vest, iar printre politicienii europeni credibilitatea protecției nucleare americane era pusă la îndoială. Deși au existat îndoieli inițiale cu privire la abilitățile sale pentru această funcție, el a dovedit curând că este capabil să gestioneze alianța în criză. Se considera purtătorul de cuvânt al alianței și urmărea să echilibreze interesele de securitate și politice ale alianței în ansamblu.
Luns era în favoarea negocierilor cu Uniunea Sovietică și cu membrii Pactului de la Varșovia privind reducerea armamentului, cu condiția ca apărarea occidentală să fie menținută în stare bună pe parcursul acestor negocieri. Membrii europeni ai NATO, potrivit lui Luns, ar trebui să înțeleagă că Statele Unite purtau responsabilități internaționale, în timp ce acestea din urmă ar trebui să înțeleagă că o consultare aprofundată cu guvernele europene era esențială pentru a forja un front unit pe scena internațională, care să poată fi acceptat și aprobat de toți membrii NATO.
Negocierile americano-sovietice privind reducerile reciproce de trupe și arsenalul nuclear strategic au provocat tensiuni severe. Luns a convins liderii americani că subminează credibilitatea în Europa de Vest a strategiei lor nucleare, neglijând temerile europene privind o schimbare de strategie care ar lăsa Europa neprotejată în cazul unui atac nuclear sovietic. Modernizarea forțelor nucleare tactice prin introducerea bombei neutronice și a rachetelor de croazieră a provocat diviziuni profunde. În cele din urmă, Luns a reușit să mențină NATO unită prin așa-numita Decizie a Dublei Piste din decembrie 1979. Desfășurarea acestor noi sisteme de arme a fost legată de succesul discuțiilor americano-sovietice privind reducerea armamentului.
A fost, de asemenea, datoria secretarului general să medieze în caz de conflicte în cadrul alianței. A avut succes în conflictul dintre Marea Britanie și Islanda, așa-numitul al Doilea Război al Codului, nu prin exercitarea de presiuni asupra guvernului islandez pentru a pune capăt comportamentului său agresiv față de traulerele britanice, ci prin convingerea guvernului britanic că trebuie să facă primul pas retrăgându-și distrugătoarele pentru a deschide calea negocierilor. Luns a eșuat însă în conflictul dintre Grecia și Turcia privind granițele teritoriale și Ciprul. Lipsa de cooperare de ambele părți l-a făcut pe Luns incapabil să medieze sau să ofere sfaturi privind procedurile de găsire a unei soluții.
Între 1964 și 1984 a participat la fiecare conferință anuală a Grupului Bilderberg.
Luns s-a retras din funcția de secretar general în 1984, rămânând în funcție timp de aproape 13 ani, mai mult decât oricine altcineva. Din cauza schimbărilor pe care anii 1960 și 1970 le aduseseră societății și culturii olandeze, Luns, un conservator convins, a decis să nu se mai întoarcă în țara sa natală, ci s-a stabilit la Bruxelles pentru a-și petrece ultimii ani de pensie. Luns a murit la vârsta de 90 de ani.

## Viața personală
Luns s-a căsătorit cu baroneasa Lia van Heemstra, din familia Van Heemstra. Familia Luns a avut doi copii – un fiu și o fiică.
A rămas un catolic practicant pe tot parcursul vieții și a fost în general simpatic față de poziția catolică tradiționalistă, dar nu s-a afiliat niciodată cu grupuri disidente. Luns a vizitat Liturghia Tridentină oficiată de preotul asumpționist Winand Kotte, care se opunea politicilor modernizatoare ale Conciliului Vatican II, în Biserica Sfântul Willibrord din Utrecht în august 1971. Aceasta pare să fi fost oarecum o neînțelegere din partea lui Luns, deoarece nu auzise niciodată de mișcarea anti-conciliară a lui Kotte și nu dorea să fie afiliat cu aceasta.
Un colecționar avid de timbre, materialele sale preferate de lectură includeau literatură clasică, cărți de istorie (Luns era un expert în istoria epocii napoleoniene) și romane polițiste. Datorită interesului său pentru marinele internaționale, cea mai recentă ediție a Jane's Fighting Ships era întotdeauna la îndemână în biroul său.

## Onoruri și premii
Luns a fost distins cu numeroase premii de rang înalt în timpul vieții sale, printre care Marea Cruce a Legiunii de Onoare în 1954, membru al Ordinului Companionilor de Onoare de către Regina Elisabeta a II-a în 1971 și Medalia Prezidențială a Libertății de către președintele de atunci Ronald Reagan în 1984. În țara sa natală, a fost distins cu Marea Cruce a Ordinului Leului Olandez, cea mai înaltă decorație civilă a Olandei, în 1953. În 1986 a primit Premiul Internațional pentru Pace Atatürk.
| Panglică | Distincție                                           | Țară                       | Dată               | Comentariu                                            |
| -------- | ---------------------------------------------------- | -------------------------- | ------------------ | ----------------------------------------------------- |
|          | Marea Cruce a Ordinului Trandafirului                | Brazilia                   | 10 ianuarie 1953   |                                                       |
|          | Marea Cruce a Ordinului Sfântului Olav               | Norvegia                   | 25 aprilie 1953    |                                                       |
|          | Cavaler Mare Cruce al Ordinului de Merit             | Italia                     | 15 septembrie 1953 |                                                       |
|          | Marea Cruce a Ordinului Leopold                      | Belgia                     | 10 ianuarie 1954   |                                                       |
|          | Marea Cruce a Ordinului George I                     | Grecia                     | 14 februarie 1954  |                                                       |
|          | Cavaler Mare Cruce al Ordinului Menelik al II-lea    | Etiopia                    | 1 iulie 1954       |                                                       |
|          | Marea Cruce a Legiunii de Onoare                     | Franța                     | 12 august 1954     |                                                       |
|          | Marea Cruce a Ordinului Coroanei de Stejar           | Luxemburg                  | 30 mai 1955        |                                                       |
|          | Cavaler Mare Cruce al Ordinului Elefantului Alb      | Thailanda                  | 5 septembrie 1955  |                                                       |
|          | Comandor Mare Cruce al Ordinului Steaua Polară       | Suedia                     | 30 septembrie 1955 |                                                       |
|          | Marea Cruce a Ordinului de Merit                     | Germania                   | 10 decembrie 1956  |                                                       |
|          | Cavaler Mare Cruce al Ordinului Orange-Nassau        | Țările de Jos              | 5 decembrie 1966   | Avansat de la rangul de Mare Ofițer (29 aprilie 1959) |
|          | Membru onorific al Ordinului Însoțitorilor de Onoare | Regatul Unit               | 14 iunie 1971      |                                                       |
|          | Cavaler Mare Cruce al Ordinului Leului Olandez       | Țările de Jos              | 17 iulie 1971      | Avansat de la rangul de Comandor (18 octombrie 1956)  |
|          | Medalia Prezidențială a Libertății                   | Statele Unite ale Americii | 10 iunie 1984      |                                                       |